# Российская мусульманская коммунистическая партия
Российская мусульманская коммунистическая партия (РМПК). В июне 1918 в Казани на I Конференции мусульманских коммунистов, организованной Центральным мусульманским комиссариатом, была учреждена РМПК. Новая партия входила на федеративных началах в состав РКП(б). Лидерами РМПК были М. Вахитов, М. Султан-Галиев и Б. Мансуров. По решению I Съезда коммунистов-мусульман в ноябре 1918 партия была преобразована в мусульманские комитеты РКП(б).